# Miklós Rajna
Miklós Rajna (ungarisch Rajna Miklós; * 22. Juni 1991 in Dunaújváros) ist ein ungarischer Eishockeytorwart, der seit 2020 beim Újpesti TE in der multinationalen Ersten Liga spielt.

## Karriere
Raijna begann seine Karriere in den Jugendmannschaften von Dunaújvárosi Acélbikák und absolvierte in der Saison 2007/08 sein erstes Spiel in der Herren-Mannschaft des Clubs in der ungarischen Liga. Anschließend kam er über den slowakischen HK Nové Zámky zu den Budapest Stars, bei denen er nicht nur im Nachwuchsbereich eingesetzt wurde, sondern sich schnell als Stammtorwart in der MOL Liga durchsetzte, die er mit seinem Team in der Spielzeit 2009/10 gewann, wozu er mit der zweitbesten Fangquote der Liga entscheidend beitrug. Im Folgejahr erreichte er sogar die beste Fangquote in der Hauptrunde und den Playoffs und in der Hauptrunde auch den geringsten Gegentorschnitt aller Torhüter, schied jedoch mit seiner Mannschaft im Halbfinale gegen den späteren Sieger HSC Csíkszereda aus. Zudem wurde er 2010/11 auch in der ungarischen Eishockeyliga eingesetzt, wo er sowohl in der Haupt- als auch in der Zwischenrunde zum Torhüter mit der besten Fangquote avancierte. 2011 kehrte er für ein Jahr zu seinem Stammverein zurück und konnte mit ihm ebenfalls die MOL Liga und außerdem den ungarischen Pokalwettbewerb gewinnen. Außerdem wurde er von seinem Klub auch in der österreichischen Nationalliga, der zweithöchsten Spielklasse des Landes, eingesetzt und war dort der Torhüter mit der besten Fangquote. Zwischen 2012 und 2018 spielte er für Alba Volán Székesfehérvár in der Österreichischen Eishockeyliga und entwickelte sich in dieser Zeit zum Nationaltorhüter. Dabei erhielt er 2015 den Vedres-Pokal als bester ungarischer Torhüter.
In der Saison 2018/19 spielte er für MAC Budapest  in der slowakischen Extraliga. Im Mai 2019 wechselte er zum DVTK Jegesmedvék, der als ungarischer Klub ebenfalls der slowakischen Extraliga angehörte. Im November 2020 kehrte er in die ungarische Hauptstadt zurück und spielte fortan für den Újpesti TE in der multinationalen Ersten Liga, wie die frühere MOL-Liga nach einem Sponsorenwechsel inzwischen heißt. Im Februar 2023 wurde er bis zum Saisonende auf Leihbasis von Coventry Blaze aus der britischen Elite Ice Hockey League verpflichtet. Zur folgenden Saison kehrte er zum Újpesti TE zurück.

### International
Auf internationalem Eis nahm Rajna für Ungarn im Juniorenbereich an den U18-Weltmeisterschaften 2007, 2008 (jeweils in der Division II) und 2009 (in der Division I) sowie den U20-Weltmeisterschaften 2009 in der Division I und 2010, als er nach seinem Landsmann Bence Bálizs und dem Spanier Ander Alcaine die drittbeste Fangquote des Turniers erreichte, in der Division II teil.
Mit der ungarischen Herren-Auswahl spielte er 2010, 2013, 2015, als er mit der drittbesten Fangquote des Turniers als bester Spieler seiner Mannschaft zum Aufstieg der Magyaren in die Top-Division beitrug, 2017, 2018 und 2022, als er mit der zweitbesten Fangquote und dem zweitgeringsten Gegentorschnitt jeweils nach dem Slowenen Gašper Krošelj erneut ein wichtiger Rückhalt seines Teams beim Aufstieg in die Top-Division war, bei den Weltmeisterschaften der Division I. Dabei kam er 2018 jedoch nicht zu einem Einsatz. Bei der Weltmeisterschaft 2016 stand er in der Top-Division im Tor. Auch bei der Weltmeisterschaft 2023 sollte er in der Top-Division den ungarischen Kasten sauber halten. Er verletzte sich jedoch kurz vor dem Turnier und anstatt seiner wurde Gergely Arany in den Kader berufen. Zudem vertrat er seine Farben bei den Qualifikationsturnieren für die Olympischen Winterspiele 2018 in Pyeongchang und 2022 in Peking.

## Erfolge und Auszeichnungen
- 2008 Aufstieg in die Division I bei der U18-Weltmeisterschaft der Division II, Gruppe B
- 2010 Gewinn der MOL Liga mit den Budapest Stars
- 2011 Beste Fangquote in Hauptrunde und Playoffs sowie bester Gegentorschnitt in der Hauptrunde der MOL Liga
- 2011 Beste Fangquote in Haupt- und Zwischenrunde der Ungarischen Eishockeyliga
- 2012 Gewinn der MOL Liga mit Dunaújvárosi Acélbikák
- 2012 Ungarischer Pokalsieger mit Dunaújvárosi Acélbikák
- 2012 Beste Fangquote der österreichischen Nationalliga
- 2015 Vedres-Pokal als bester ungarischer Torhüter
- 2015 Aufstieg in die Top-Division bei der Weltmeisterschaft der Division I, Gruppe A
- 2022 Aufstieg in die Top-Division bei der Weltmeisterschaft der Division I, Gruppe A

## Karrierestatistik
(Legende zur Torhüterstatistik: GP oder Sp = Spiele insgesamt; W oder S = Siege; L oder N = Niederlagen; T oder U oder OT = Unentschieden oder Overtime- bzw. Shootout-Niederlage; Min. = Minuten; SOG oder SaT = Schüsse aufs Tor; GA oder GT = Gegentore; SO = Shutouts; GAA oder GTS = Gegentorschnitt; Sv% oder SVS% = Fangquote; EN = Empty Net Goal; 1 Play-downs/Relegation; Kursiv: Statistik nicht vollständig)